# Gouffre de l'Œil Doux
Le gouffre de l’Œil Doux est un gouffre situé sur la commune de Fleury dans le massif de la Clape, dans le département de l'Aude. Il est constitué de hautes parois (40 m) calcaires et verdoyantes qui dominent une étendue d’eau vert émeraude.

## Histoire
L’eau du gouffre est saumâtre : la salinité, mais aussi le niveau, varient avec la pluviométrie et les mouvements de la mer (distante seulement de 1 500 mètres). La profondeur est d'environ 14 m sur un fond de blocs rocheux. Les explorations nombreuses n'ont montré aucun départ de galerie pénétrable.
La légende de l'Œil Doux raconte qu'auparavant plusieurs bateaux auraient essayé de pénétrer dans le gouffre afin de déterminer l'endroit où l'Œil Doux se puise dans la mer, mais aucun des bateaux partis n'en est jamais revenu. Ainsi, l'origine de la source de l'Œil Doux reste indéterminée. Une autre légende tenace, surtout destinée aux touristes par le passé, prétendait qu'il était impossible de connaître la profondeur du gouffre. Certains prétendaient même, afin d'étayer ce fait improbable, que l'équipe du commandant Cousteau avait plongé dans les eaux émeraudes, incapable de trouver le fond, ni même l'apercevoir.

## Site protégé
Pour y accéder, il faut garer son véhicule soit sur le parking du domaine de l’Oustalet et suivre le cheminement pédestre vers la bergerie, soit sur le parking du gouffre situé sur la route allant de Fleury à Saint-Pierre-la-Mer.
Les baignades sont interdites dans ce site protégé (zone conservatoire du littoral).  Ces règles ne sont cependant pas toujours suivies et de nombreuses personnes s'y baignent et plongent,.
Le gouffre et ses abords sont classés au titre des sites naturels depuis 1978

## Galerie photographique

Vue panoramique du gouffre.

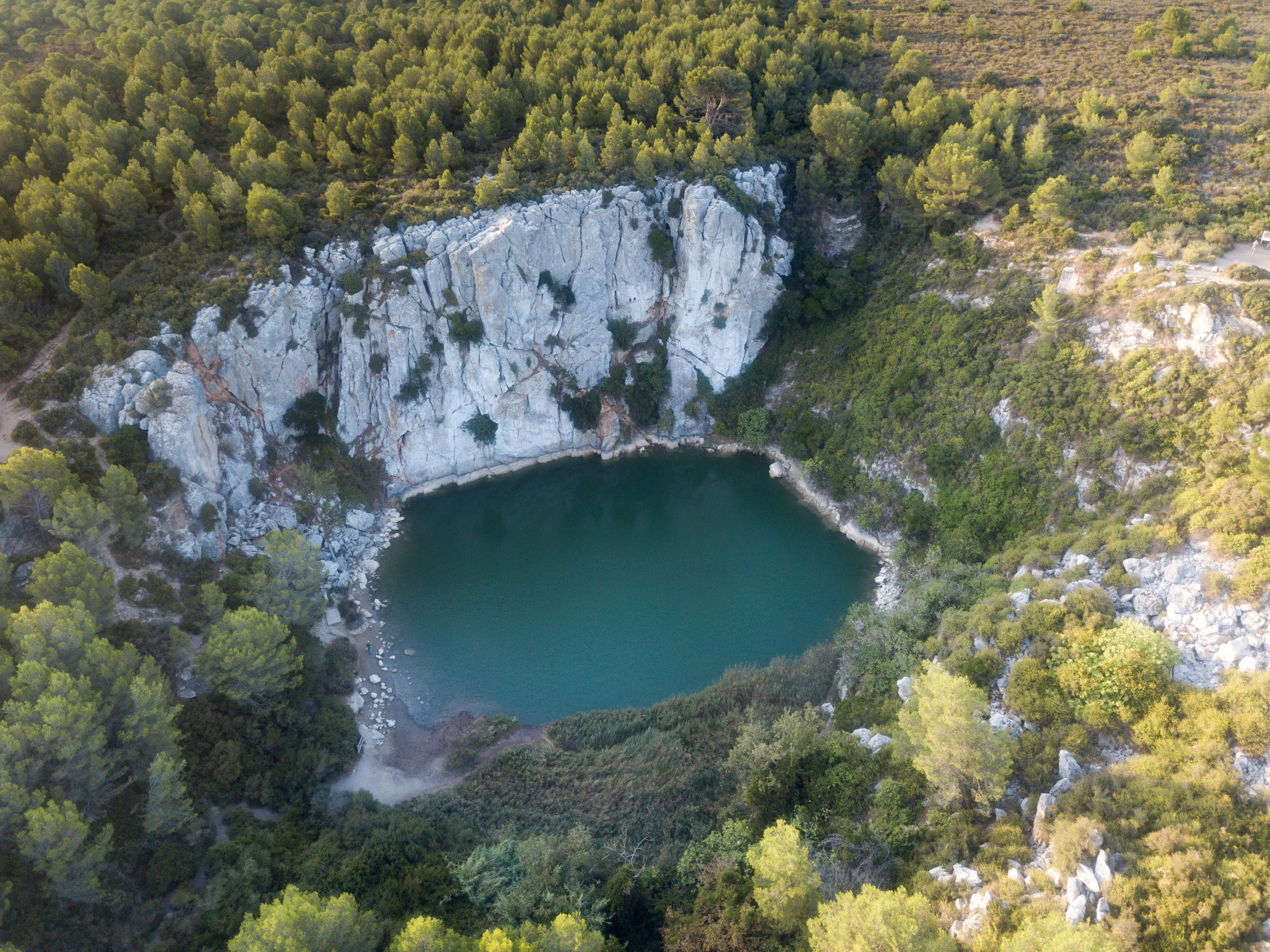
Vue du gouffre de l'Œil Doux dans le massif de la Clape.

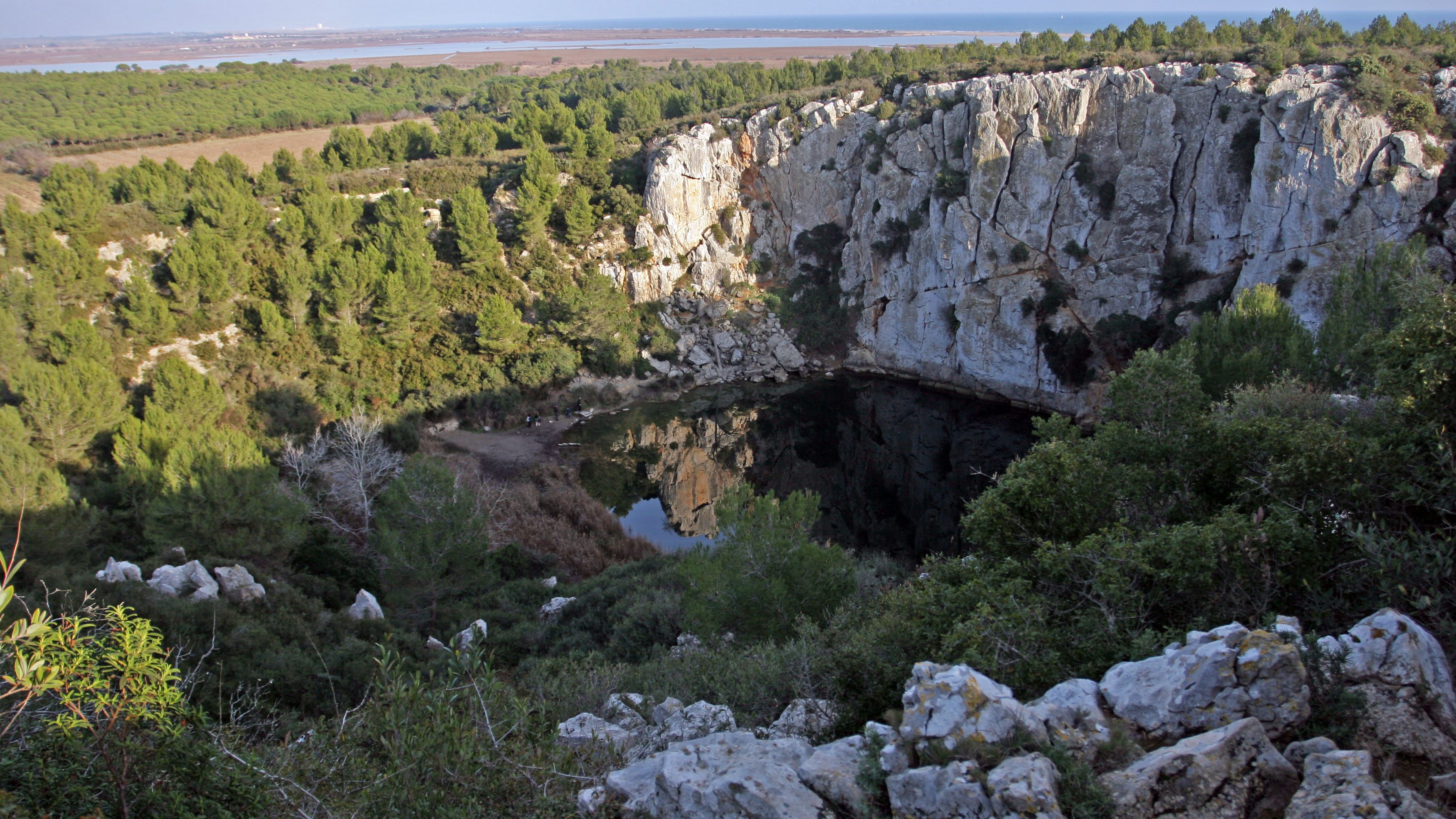
Le gouffre et au loin la Méditerranée

## Film
Le gouffre de l’Œil Doux apparaît dans le film Le Garçon d'orage, de Jérôme Foulon tourné en 1996.